# 71e parallèle sud
Pour les articles homonymes, voir 71e parallèle.
En géographie, le 71e parallèle sud est le parallèle joignant les points de la surface de la Terre dont la latitude est égale à 71° sud.

## Géographie

### Dimensions
Dans le système géodésique WGS 84, au niveau de 71° de latitude sud, un degré de longitude équivaut à 36,351 km ; la longueur totale du parallèle est donc de 13 086 km, soit environ 33 % de celle de l'équateur. Il en est distant de 7 881 km et du pôle Sud de 2 121 km,.

### Régions traversées
Le 71e parallèle sud passe au-dessus de l'Antarctique sur près de la moitié de sa longueur, le reste étant situé sur l'océan Austral.
Le tableau ci-dessous résume les différentes zones traversées par le parallèle :
| Zone          | Début                 | Fin                   | Longueur (km) |
| ------------- | --------------------- | --------------------- | ------------- |
| Océan Austral | 71° 00′ S, 5° 45′ O   | 71° 00′ S, 1° 52′ E   | 277           |
| Antarctique   | 71° 00′ S, 1° 52′ E   | 71° 00′ S, 25° 42′ E  | 866           |
| Océan Austral | 71° 00′ S, 25° 42′ E  | 71° 00′ S, 26° 32′ E  | 30            |
| Antarctique   | 71° 00′ S, 26° 32′ E  | 71° 00′ S, 69° 02′ E  | 1 545         |
| Océan Austral | 71° 00′ S, 69° 02′ E  | 71° 00′ S, 71° 29′ E  | 89            |
| Antarctique   | 71° 00′ S, 71° 29′ E  | 71° 00′ S, 162° 06′ E | 3 294         |
| Océan Austral | 71° 00′ S, 162° 06′ E | 71° 00′ S, 162° 17′ E | 7             |
| Antarctique   | 71° 00′ S, 162° 17′ E | 71° 00′ S, 167° 09′ E | 177           |
| Océan Austral | 71° 00′ S, 167° 09′ E | 71° 00′ S, 167° 26′ E | 10            |
| Antarctique   | 71° 00′ S, 167° 26′ E | 71° 00′ S, 167° 48′ E | 13            |
| Océan Austral | 71° 00′ S, 167° 48′ E | 71° 00′ S, 71° 20′ O  | 4 394         |
| Antarctique   | 71° 00′ S, 71° 20′ O  | 71° 00′ S, 68° 18′ O  | 110           |
| Océan Austral | 71° 00′ S, 68° 18′ O  | 71° 00′ S, 67° 27′ O  | 31            |
| Antarctique   | 71° 00′ S, 67° 27′ O  | 71° 00′ S, 61° 21′ O  | 222           |
| Océan Austral | 71° 00′ S, 61° 21′ O  | 71° 00′ S, 60° 57′ O  | 15            |
| Antarctique   | 71° 00′ S, 60° 57′ O  | 71° 00′ S, 60° 32′ O  | 15            |
| Océan Austral | 71° 00′ S, 60° 32′ O  | 71° 00′ S, 7° 50′ O   | 1 916         |
| Antarctique   | 71° 00′ S, 7° 50′ O   | 71° 00′ S, 5° 45′ O   | 76            |
| Océan Austral | 71° 00′ S, 5° 45′ O   | 71° 00′ S, 1° 52′ E   | 277           |